# 24. Berlini Nemzetközi Filmfesztivál
A 24. Berlini Nemzetközi Filmfesztivál 1974. június 21. és július 2. között került megrendezésre. Az Arany Medve díjat Ted Kotcheff filmje, a Duddy Kravitz céljai nyerte.

## Zsűri
Az alábbi emberek voltak a fesztivál zsűrijének tagjai:
- Rodolfo Kuhn, argentin filmkészítő - Zsűrielnök
- Margaret Hinxmann, brit író és filmkritikus
- Pietro Bianchi, olasz újságíró és filmkritikus
- Gérard Ducaux-Rupp, francia producer
- Kurt Heinz, nyugat-német zeneszerző
- Akira Iwasaki, japán történész és filmkritikus
- Arthur Knight, amerikai történész és filmkritikus
- Manfred Purzer, nyugat-német filmkészítő
- Piet Ruivenkamp, holland filmkritikus

## A fesztivál programja

### Versenyben lévő filmek
Az alábbi filmek voltak versenyben az Arany Medve- és az Ezüst Medve-díjakért:
| Magyar cím                          | Eredeti cím                         | Rendező                  | Ország                                        |
| ----------------------------------- | ----------------------------------- | ------------------------ | --------------------------------------------- |
| Maréknyi szerelem                   | En handfull kärlek                  | Vilgot Sjöman            | Svédország                                    |
| Ha'Ya'ar Ha-Kasum                   | העיר יער קסום                       | Shlomo Suriano           | Izrael                                        |
| A rügy                              | अंकुर                                 | Shyam Benegal            | India                                         |
| Predstava 'Hamleta' u Mrdusi Donjoj | Predstava 'Hamleta' u Mrdusi Donjoj | Krsto Papić              | Jugoszlávia                                   |
| Duddy Kravitz céljai                | The Apprenticeship of Duddy Kravitz | Ted Kotcheff             | Kanada                                        |
| Les Guichets du Louvre              | Les Guichets du Louvre              | Michel Mitrani           | Franciaország                                 |
| Man anam keh                        | من آنم که                           | Ali Akbar Sadeghi        | Irán                                          |
| Bobbys krig                         | Bobbys krig                         | Arnljot Berg             | Norvégia                                      |
| Keserű csokoládé                    | Pane e cioccolata                   | Franco Brusati           | Olaszország                                   |
| Charley One-Eye                     | Charley One-Eye                     | Don Chaffey              | Egyesült Királyság, Amerikai Egyesült Államok |
| A Saint-Paul órása                  | L'horloger de Saint-Paul            | Bertrand Tavernier       | Franciaország                                 |
| The Concert                         | The Concert                         | Claude Chagrin           | Egyesült Királyság                            |
| De loteling                         | De loteling                         | Roland Verhavert         | Belgium                                       |
| Bűnös dal a Föld                    | Maa on syntinen laulu               | Rauni Mollberg           | Finnország                                    |
| Effi Briest                         | Effi Briest                         | Rainer Werner Fassbinder | Nyugat-Németország                            |
| Im Namen des Volkes                 | Im Namen des Volkes                 | Ottokar Runze            | Nyugat-Németország                            |
| Little Malcolm                      | Little Malcolm                      | Stuart Cooper            | Egyesült Királyság                            |
| Brando kapitány szerelme            | El amor del capitán Brando          | Jaime de Armiñán         | Spanyolország                                 |
| Le Pélican                          | Le Pélican                          | Gérard Blain             | Franciaország                                 |
| La Patagonia rebelde                | La Patagonia rebelde                | Héctor Olivera           | Argentína                                     |
| Asayake no uta                      | 朝やけの詩                          | Kei Kumai                | Japán                                         |
| Sagarana, o Duelo                   | Sagarana, o Duelo                   | Paulo Thiago             | Brazília                                      |
| Sea Creatures                       | Sea Creatures                       | Robin Lehman             | Egyesült Királyság                            |
| Csendes élet                        | طبیعت بی‌جان                         | Sohrab Shahid-Saless     | Irán                                          |
| Straf                               | Straf                               | Olga Madsen              | Hollandia                                     |
| There Is No 13                      | There Is No 13                      | William Sachs            | Amerikai Egyesült Államok                     |
| Two                                 | Two                                 | Charles Trieschmann      | Amerikai Egyesült Államok                     |
| Zeami                               | 世阿彌                              | Susumu Harada            | Japán                                         |

### Versenyen kívül
- S toboy i bez tebya - Rodion Nahapetov (Szovjetunió)

## Győztesek
- Arany Medve: Duddy Kravitz céljai (Ted Kotcheff)
- Zsűri Nagydíja: A Saint-Paul órása (Bertrand Tavernier)
- Ezüst Medve díj:
  - Keserű csokoládé (Franco Brusati)
  - Csendes élet (Sohrab Shahid-Saless)
  - Little Malcolm (Stuart Cooper)
  - Im Namen des Volkes (Ottokar Runze)
  - La Patagonia rebelde (Héctor Olivera)
- FIPRESCI-díj
  - Csendes élet (Sohrab Shahid-Saless)

## Fordítás
- Ez a szócikk részben vagy egészben  a(z)   24th Berlin International Film Festival című angol Wikipédia-szócikk fordításán alapul.  Az eredeti cikk szerkesztőit annak laptörténete sorolja fel. Ez a jelzés csupán a megfogalmazás eredetét és a szerzői jogokat jelzi, nem szolgál a cikkben szereplő információk forrásmegjelöléseként.